# FIND47
FIND/47とは、経済産業省が2020年東京オリンピックを視野に、日本各地の風景写真素材の公開により訪日外国人旅行（インバウンド）需要を高める目的で開始された写真プロジェクトである。
日本各地に存在する美しい自然、歴史的建造物、祭事などの「情景写真」を掲載している。掲載されている写真がフリーライセンスとして掲載することで多用途に再利用することができるように考慮されている。また、各メディアファイルは英語による解説や「観光予報プラットフォーム」とも連動した情報掲載も行われ、観光需要の取り込みが行われるよう設計されている。また、登録制で投稿するシステムと共に審査を経て、表彰制度も実施されている。
2022年に実用性があるなどとして注目された。

## 特徴

### ソーシャル性
投稿者が投稿した写真から、一定の水準を満たしていると判断された写真がサイトに掲載される。アップロードされた画像には、撮影者もしくは著作権保持者の情報が掲載されており、サイトからソーシャルネットワークサービスのアカウントが掲載されている場合には、当該者とのコミュニケーションを取ることが可能となっている。また、定期的にプロ写真家などの審査委員会によって撮影者に対する表彰が行われている。優秀作の選定・公開制度は、週に1作品の「PHOTO OF THE WEEK」と、四半期に1作品の「QUARTER AWARD」が実施されている。後者に選定されるとオフィシャルカメラマンの認定が付与される。

### ライセンス
写真はクリエイティブ・コモンズ・ライセンス（CC-by-4.0）でライセンスされている。

## 沿革
- 2016年8月4日 - 「Photo METI プロジェクト」として開設された[9][10]。
- 2017年 - 「FIND/47」としてリニューアル。